# دوربین‌های تاکتیکال

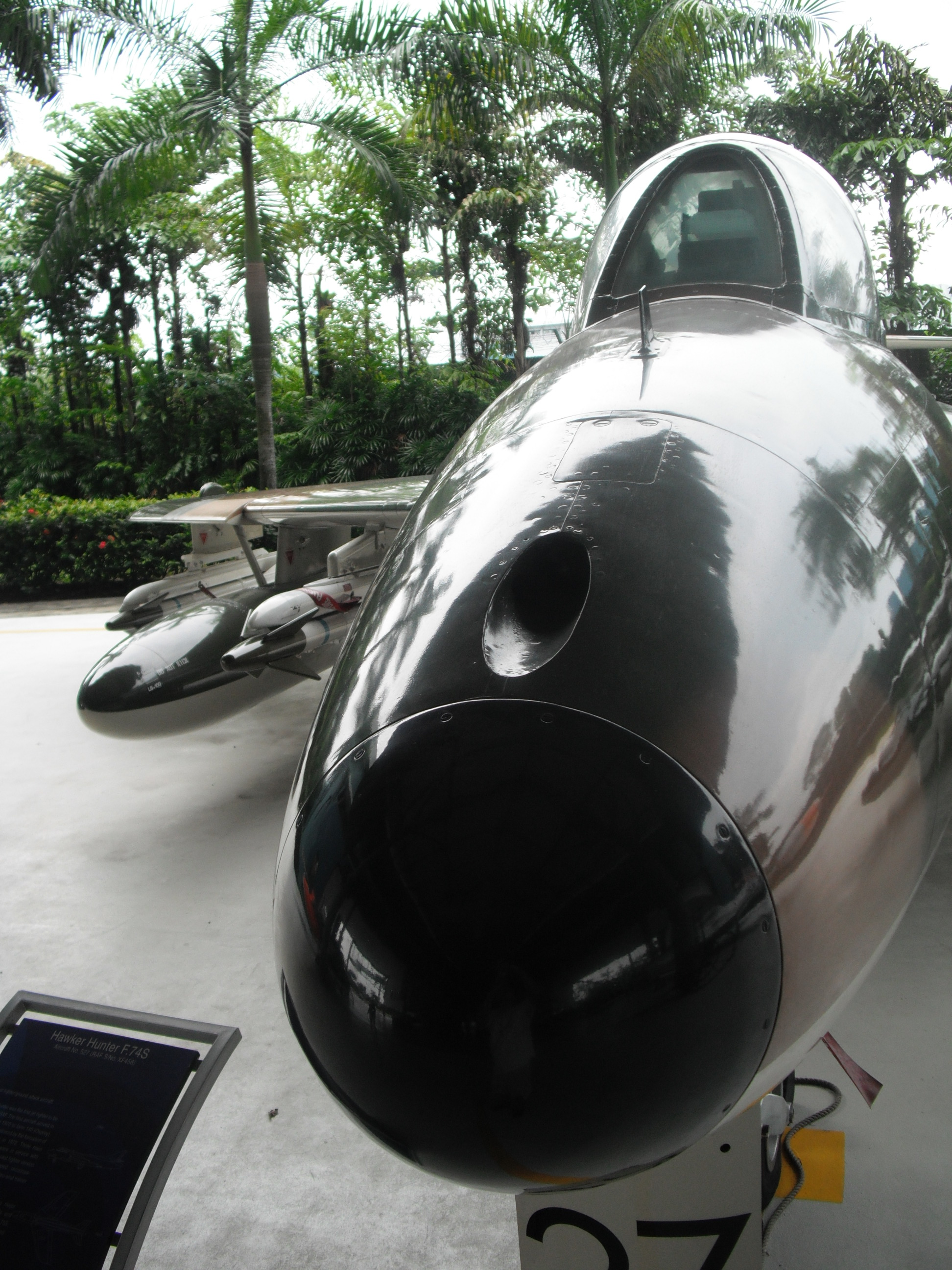
دوربین تاکتیکال نصب شده بر روی جنگنده زمینی شاهین شکارچی

دوربینهای تاکتیکال به دوربینهایی گفته می‌شود که برای مصارف نظامی و پلیسی طراحی شده‌اند و براین اساس دارای خواص و ویژگیهای خاص خود هستند. این دوربینها به دو نوع عمدهٔ دو چشمی و قابل نصب برروی تفنگ تقسیم می‌شوند.

## ویژگیها
هر یک از این دو نوع دوربین، برمبنای مورد مصرف، ویژگیهای خاص خود را دارد؛ ولی برخی از این ویژگیها در هر دو نوع مشترک است.

### ویژگیهای مشترک
- ۱-استفاده از نوعی شبکه مناسب جهت تخمین مسافت.
- ۲-شفافیت زیاد لنزها.
- ۳-روشنایی بالا.
- ۴-بزرگنمایی زیاد و قابل تنظیم.
- ۵-بدنه مقاوم نسبت به شرایط بد آب و هوایی، رطوبت و گرد و خاک.
- ۶-دارا بودن امکان جابجایی برای مسافتهای بالا.

### دوربینهای دوچشمی
- ۱-سبک بودن.
- ۲-کم حجم بودن.
- ۳-ضدضربه بودن.

امروزه تجهیزات خاصی به این دوربینها اضافه شده که باعث کارایی بیشتر آنها می‌شود. از جمله این تجهیزات می‌توان فاصله‌یاب لیزری، قطب‌نمای مغناطیسی یا دیجیتالی قابل مشاهده در چشمی و قابلیت دید در شب را ذکر کرد.

### دوربینهای قابل نصب بر روی تفنگ
- ۱-دقت مناسب در تنظیم میزان جابجایی شبکه (بعلاوه).
- ۲-امکان تصحیح افت گلوله یا سیستم BDC.
- ۳-مقاومت در برابر شوکهای ناشی از کالیبرهای بالا با قدرت زیاد.

مانند دوربینهای دوچشمی، تجهیزاتی نیز جهت این نوع دوربینها ارائه شده‌است. برای نمونه می‌توان به فاصله‌یاب لیزری، قابلیت دید در شب و رددات(Red Dot) جهت هدف گیری دقیق تر و سریعتر اشاره کرد.

## شبکه (بعلاوه)
مهم‌ترین کاربرد دوربینهای تاکتیکال بعد از بزرگنمایی، امکان تخمین مسافت است. این کار به‌وسیله بعلاوه و شبکه‌هایی که در این دوربینها نصب شده‌است انجام می‌شود. در طول سالها بعلاوه‌های زیادی در این دوربینها به کار رفته‌است؛ ولی بعلاوه Mil-Dot متداولترین بعلاوه است. این بعلاوه در سال ۱۹۷۰ توسط نیروی دریایی آمریکا ارائه گردید.
بعلاوه مدل Bryant ساخت Schmidt & Bender نیز یکی از بعلاوه‌های رایج است. این بعلاوه توسط شخصی به نام Robert Bryant که سالها عضو تیم SWAT بود طراحی شده‌است. این شبکه بعلاوه بسیارکامل است و جهت تخمین مسافت نیاز به محاسبات زیادی ندارد.

### تخمین مسافت با بعلاوه Mil-Dot
از آنجا که Mil-Dot رایج‌ترین بعلاوه مورد استفاده در دوربینهای تاکتیکال است؛ لذا در اینجا به روش تخمین مسافت با این بعلاوه می‌پردازیم.
خطوط بعلاوه‌های Mil-Dot به واحدهای کوچک‌تری تقسیم‌بندی شده‌اند. معمولاً تعداد این تقسیمات ۱۰ واحد می‌باشد. به هر واحد یک درجه یا میل گفته می‌شود.
برای تخمین مسافت بعلاوه را روی هدف مورد نظر قرار داده و تعداد میلهایی که کل هدف را پوشش می‌دهد می‌شماریم. سپس قد واقعی هدف را بر تعداد میلها تقسیم کرده و حاصل رادر ۱۰۰۰ ضرب می‌کنیم. فاصله تا هدف بدست می‌آید.
اگر فاصله تا هدف را L، قد واقعی هدف را X و تعداد میلهای پوشش دهنده هدف را M بنامیم؛ رابطه زیر برقرار است:
{\displaystyle L={\frac {X}{M}}*1000}
در این رابطه M بدون واحد است؛ بنابراین هر واحدی که برای X در نظر بگیرید، فاصله نیز با همان واحد بدست می‌آید.

#### مثال
با دوربین مجهز به بعلاوه Mil-Dot به یک سرباز نگاه می‌کنیم. این شخص در ۲/۵ میل از بعلاوه قرار گرفته‌است. قد سرباز را می‌توان به‌طور متوسط ۱۷۰سانتیمتر در نظر گرفت؛ بنابراین:
{\displaystyle L={\frac {X}{M}}*1000={\frac {170}{2.5}}*1000=68000}
یعنی فاصله تا هدف ۶۸۰۰۰ سانتیمتر یا ۶۸۰ متر است.